# Потапчук Микола Леонтійович
Мико́ла Лео́нтійович Потапчу́к (нар. 30 січня 1949, місто Луцьк) — український політик. Народний депутат України. Член партії ВО «Батьківщина», колишній голова Волинської обласної організації.

## Освіта
Освіта вища.

## Кар'єра
Був головним інженером заводу будматеріалів об'єднання «Ковельіндустрія», заступником голови об'єднання «Волиньагробуд», директором ТОВ «Модуль УКС», помічником-консультантом народного депутата України.
Довірена особа кандидата на пост Президента України Віктора Ющенка в ТВО № 23 (2004–2005).

## Парламентська діяльність
Квітень 2002 — кандидат в народні депутати України від «Блоку Юлії Тимошенко», № 37 в списку. На час виборів: директор «ТОВ Модуль УКС», член партії ВО «Батьківщина».
Березень 2006 — кандидат в народні депутати України від «Блоку Юлії Тимошенко», № 140 в списку. На час виборів: помічник-консультант народного депутата України, член партії ВО «Батьківщина».
Народний депутат України 6-го скликання з 25 грудня 2007 до 12 грудня 2012 від «Блоку Юлії Тимошенко», № 163 в списку. На час виборів: безробітний, член партія ВО «Батьківщина». Член фракції «Блок Юлії Тимошенко» (з 25 грудня 2007). Член Комітету з питань будівництва, містобудування і житлово-комунального господарства та регіональної політики (з 26 грудня 2007).